# Christian Christiansen (Physiker)

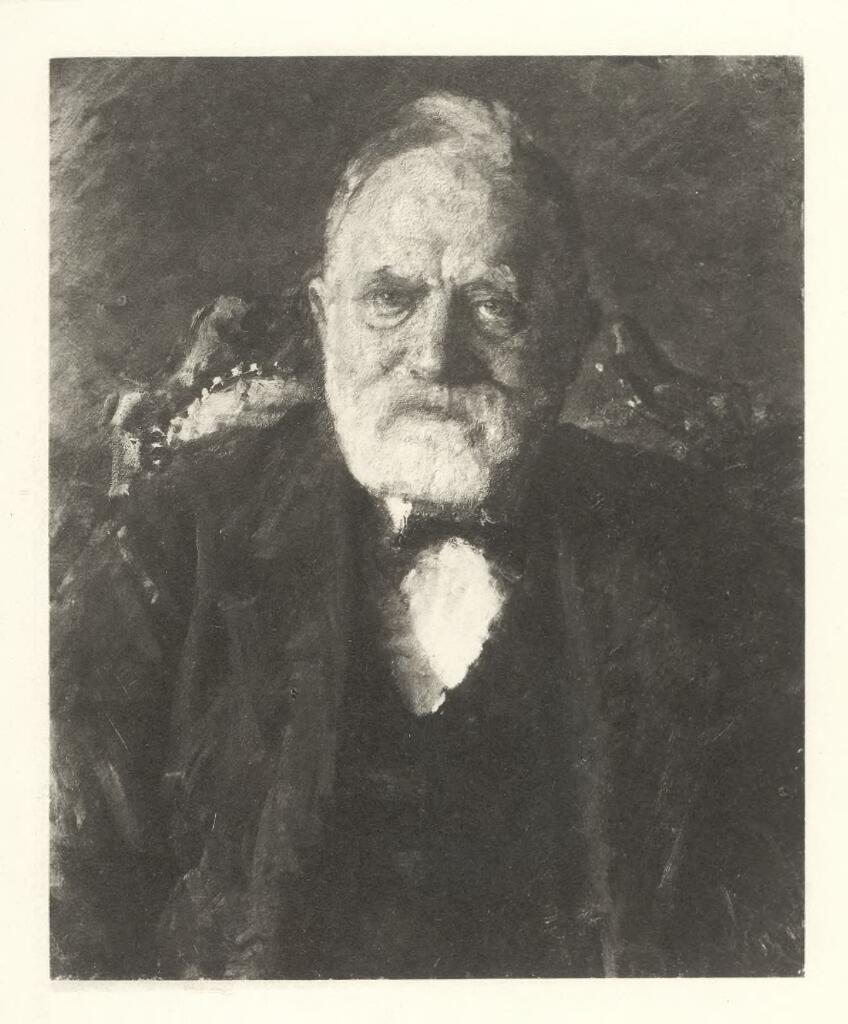
Christian Christiansen

Christian Christiansen (* 9. Oktober 1843 in Loenborg, Dänemark; † 28. November 1917) war ein dänischer Physiker.
Nach seinem Studium wurde Christiansen Lehrer an der örtlichen Polytechnischen Schule. 1886 berief die Universität Kopenhagen ihn auf einen Lehrstuhl für Physik.
Christiansen arbeitete hauptsächlich auf den Gebieten der optischen Dispersion und der Wärmestrahlung und entwickelte den nach ihm benannten Christiansen-Filter (Christiansen-Effekt). Er fand zahlreiche Absorptionsspektren mit anomaler Dispersion, so unter anderem das Anilin-Rot.

## Schriften
- Laerebog i fysik. Kopenhagen 1892
- Indledning til den mathematiske Fysik. 2 Bände, 1887–1889
- Untersuchungen über die optischen Eigenschaften von fein verteilten Körpern - Erste Mittheilung. In: Annalen der Physik und Chemie (Leipzig), Nr. 23, S. 298–306, 1884
- Untersuchungen über die optischen Eigenschaften von fein verteilten Körpern - Zweite Mittheilung. In: Annalen der Physik und Chemie (Leipzig), Nr. 24, S. 439–446, 1885

| Personendaten    | Personendaten           |
| ---------------- | ----------------------- |
| NAME             | Christiansen, Christian |
| KURZBESCHREIBUNG | dänischer Physiker      |
| GEBURTSDATUM     | 9. Oktober 1843         |
| GEBURTSORT       | Loenborg, Dänemark      |
| STERBEDATUM      | 28. November 1917       |